# Кольцо нибелунга
«Кольцо́ нибелу́нга» (нем. Der Ring des Nibelungen; Nibelung — «дитя тумана») — цикл из четырёх эпических опер Рихарда Вагнера, основанных на реконструкциях германской мифологии, исландских сагах и средневековой поэме «Песнь о Нибелунгах»:
1. «Золото Рейна» (Das Rheingold),
2. «Валькирия» (Die Walküre),
3. «Зигфрид» (Siegfried),
4. «Гибель богов» (Götterdämmerung).

Либретто и музыка опер были написаны Вагнером в 1848—1874 годах, то есть за 26 лет. Общее время исполнения всех четырёх опер занимает более 15 часов. Самая короткая опера, «Золото Рейна», длится два с половиной часа, самая долгая, «Гибель богов», — более пяти. Среди действующих лиц: боги, герои, несколько видов волшебных существ, кольцо, дающее власть над миром. Драма развивается в течение трёх поколений, пока не завершается апокалипсисом в «Гибели богов».

## Название
Оригинальное название точнее всего переводится как «Кольцо нибелунга». Нибелунг, упоминающийся в названии, — гном Альберих, а кольцо — то, которое он создаёт в «Золоте Рейна». То есть название буквально означает «кольцо Альбериха». Суффикс -en в слове Nibelungen может означать родительный падеж как единственного числа, так и множественного, но предшествующий артикль des даёт понять, что имеется в виду именно единственное число. Nibelungen иногда ошибочно трактуется во множественном числе, но перевод «Кольцо нибелунгов» неверен.

## История создания
Оперы начали создаваться в 1848 году, когда Вагнер написал «Миф нибелунгов» в качестве наброска для драмы, объединяющий различные легенды и мифы в единый текст (похожий по содержанию на «Кольцо нибелунга», но с существенными отличиями). Год спустя он начал писать либретто, названное «Смерть Зигфрида» (Siegfrieds Tod).
В 1850 году закончилось создание наброска для «Смерти Зигфрида» и была создана опера «Молодой Зигфрид» (Der junge Siegfried), в дальнейшем переименованная в «Зигфрид» и обретшая форму к 1851 году.
В октябре 1851 года Вагнер принял решение создать цикл из четырёх опер, которые бы игрались четыре вечера подряд: «Золото Рейна», «Валькирия», «Юность Зигфрида», «Смерть Зигфрида» (Das Rheingold, Die Walküre, Der Junge Siegfried и Siegfrieds Tod).
Либретто всех четырёх опер были завершены в декабре 1852 года и опубликованы (для узкого круга лиц) в 1853 году. В ноябре Вагнер начал писать музыку для первой оперы («Золото Рейна»). В 1857 году была завершена третья опера («Зигфрид»), после чего работа была приостановлена на 12 лет ради опер «Тристан и Изольда» и «Нюрнбергские мейстерзингеры».
C 1869 года Вагнер жил на средства короля Баварии Людвига II. Он возвратился к «Зигфриду» и существенно доработал эту оперу. В октябре 1869 года Вагнер завершил создание последней оперы («Гибель богов», первоначально называвшаяся «Смерть Зигфрида»).
Премьера тетралогии состоялась в августе 1876 года на открытии театра в Байройте; присутствовали Чайковский, Лист, Григ.

## Краткое содержание
Альберих завладевает золотом Рейна. Вотану удаётся похитить у него золотое кольцо, дающее несметные богатства и власть над миром. Разгневанный карлик произносит страшное проклятие в адрес того, кто владеет кольцом. Вотан отдаёт кольцо ётунам Фафнеру и Фазольту в качестве платы за возведение сказочного замка Валгалла. Тотчас же сбывается проклятие нибелунга: из-за золота вспыхивает ссора, и Фафнер убивает Фазольта. Золото может возвратить только герой, не знающий страха. Таким героем является Зигфрид. Он убивает Фафнера, который превратился в дракона. Однако Зигфрида предаёт коварный Хаген и убивает его. Проклятие сбывается, и чертог богов Валгалла сгорает. Боги, допустившие столько преступлений, погибают в огне.

## Избранные записи
- 1950 — Дир. Вильгельм Фуртвенглер; солисты: Фердинанд Франц, Кирстен Флагстад, Сет Сванхольм, Макс Лоренц, Гюнтер Трептов, Алоис Пернершторфер, Людвиг Вебер; оркестр театра «Ла Скала».
- 1953 — Дир. Клеменс Краус; солисты: Ханс Хоттер, Астрид Варнай, Вольфганг Виндгассен, Рамон Винай, Густав Найдлингер, Йозеф Грайндль; оркестр Байройтского фестиваля.
- 1953 — Дир. Вильгельм Фуртвенглер; солисты: Фердинанд Франц, Марта Мёдль, Людвиг Зутхаус, Вольфганг Виндгассен, Густав Найдлингер, Алоис Пернершторфер, Йозеф Грайндль, Готлоб Фрик; оркестр Римского радио (RAI).
- 1956 — Дир. Ханс Кнаппертсбуш; солисты: Ханс Хоттер, Астрид Варнай, Вольфганг Виндгассен, Густав Найдлингер, Йозеф Грайндль; оркестр Байройтского фестиваля.
- 1958—65 — Дир. Георг Шолти; солисты: Джордж Лондон, Ханс Хоттер, Биргит Нильсон, Вольфганг Виндгассен, Джеймс Кинг, Густав Найдлингер, Готлоб Фрик; Венский филармонический оркестр.
- 1966—67 — Дир. Карл Бём; солисты: Тео Адам, Биргит Нильсон, Вольфганг Виндгассен, Джеймс Кинг, Густав Найдлингер; оркестр Байройтского фестиваля.
- 1966—70 — Дир. Герберт фон Караян; солисты: Дитрих Фишер-Дискау, Томас Стюарт, Регина Креспин, Хельга Дернеш, Джесс Томас, Хельге Брилиот, Золтан Келемен, Карл Риддербуш; Берлинский филармонический оркестр.